# Sejem
Sejem je ponavljajoča se, časovno omejena gospodarska prireditev, kjer se razstavlja ali prodaja blago ali usluge. Stranke lahko na sejmu primerjajo ponudbe različnih ponudnikov in si ustvarijo pregled tržišča. Razstavljajočim podjetjem gre za stik s strankami, prepoznavnost ponudbe, za dobiček in za izmenjavo informacij. Gledano v splošnem sejmi pripomorejo k transparentnosti trga. Sejmi se delijo na univerzalne in strokovne. Izvorno so sejmi bili namenjeni direktnemu trženju, moderni sejmi pa imajo predvsem funkcijo informiranja.
Sejem (trgovinski sejem) je oblika trga, ki ima nadregionalni pomen; v srednjem veku kot sejem blaga ob cerkvenih praznikih, zdaj kot sejem vzorcev, pri katerih se pogodbe sklepajo na podlagi razstavljenih vzorcev. Najpomembnejši srednjeveški sejmi so bili v Šampanji (12. in 13. stoletje), pozneje v Antwerpnu, Bruggeu, Frankfurtu na Majni, Ženevi, Leipzigu, Lyonu, Parizu, Novgorodu. 
Pomembna slovenska sejemska mesta v Sloveniji so Gornja Radgona, Ljubljana in Celje.